# Brouwerij D'Oude Maalderij
Brouwerij D'Oude Maalderij was een kleinschalige brouwerij in Emelgem (Izegem), België.
In 2011 starten enkele vrienden een hobby om hun eigen bier te brouwen. In 2016 werd een eigen bierinstallatie in gebruik genomen in Emelgem, de start van de echte productie. Jaarlijks kan circa 10 hectoliter bier gebrouwen worden.
In het brouwerscafé Estaminet De Brouwerij kon men de bieren degusteren. Daarnaast kon men in het bijhorend eetcafé The Mash terecht voor de traditionele Vlaamse keuken. De toonaangevende website ratebeer.com verkoos het brouwerscafé drie jaar op een rij tot het beste brouwerscafé van België.
Tijdens de lockdown in 2020 produceerde de brouwerij een eigen lockdownbier: antibirus.
De brouwerij en café sloten in juli 2024 de deuren.

## Assortiment
- Qantelaar
- Hop The Brewer
- Farang
- Deo
- Redenaar